# Campionato europeo di pallanuoto 2010 (maschile)
Il Campionato europeo di pallanuoto 2010 è stato la 29ª edizione maschile del Campionato europeo di pallanuoto, il massimo campionato europeo per nazioni, il cui torneo maschile si svolge dal 1926. L'evento è stato ospitato dalla Croazia nella propria capitale, Zagabria, secondo quanto deciso nel congresso della Ligue Européenne de Natation tenutosi ad Eindhoven nel marzo 2008.
Il torneo è stato vinto per la prima volta nella storia dalla Croazia.

## Qualificazioni
Hanno preso parte al torneo 12 nazionali. Sei di esse sono state ammesse di diritto in quanto classificatesi ai primi sei posti dell'Europeo 2008, tra cui anche la Croazia paese ospitante. Le altre sei sono arrivate al campionato tramite le qualificazioni.

## Fase preliminare

### Sorteggio
Il sorteggio relativo al turno preliminare è stato eseguito a Zagabria il 21 maggio 2010. Il risultato del sorteggio è stato il seguente:
| Girone A                                                     | Girone B                                                     |
| ------------------------------------------------------------ | ------------------------------------------------------------ |
| - Croazia - Italia - Montenegro - Romania - Spagna - Turchia | - Germania - Grecia - Macedonia - Russia - Serbia - Ungheria |

### Girone A
| Squadra    | PTS | G | V | N | P | GF | GS | DR  |
| ---------- | --- | - | - | - | - | -- | -- | --- |
| Croazia    | 12  | 5 | 4 | 0 | 1 | 54 | 32 | +22 |
| Italia     | 12  | 5 | 4 | 0 | 1 | 42 | 35 | +7  |
| Montenegro | 10  | 5 | 3 | 1 | 1 | 60 | 38 | +22 |
| Romania    | 7   | 5 | 2 | 1 | 2 | 46 | 48 | -2  |
| Spagna     | 3   | 5 | 1 | 0 | 4 | 41 | 40 | +1  |
| Turchia    | 0   | 5 | 0 | 0 | 5 | 21 | 71 | -50 |

- Risultati

| Data     | Ora   | Partita    | Partita | Partita    |
| -------- | ----- | ---------- | ------- | ---------- |
| 29.08.10 | 10.00 | Turchia    | 6 - 12  | Romania    |
| 29.08.10 | 18.00 | Italia     | 7 - 6   | Spagna     |
| 29.08.10 | 20.40 | Montenegro | 11 - 9  | Croazia    |
| 30.08.10 | 11.30 | Spagna     | 10 - 11 | Romania    |
| 30.08.10 | 13.00 | Italia     | 11 - 10 | Montenegro |
| 30.08.10 | 20.40 | Croazia    | 16 - 3  | Turchia    |
| 01.09.10 | 11.30 | Turchia    | 4 - 9   | Italia     |
| 01.09.10 | 18.00 | Romania    | 7 - 13  | Croazia    |
| 01.09.10 | 20.40 | Montenegro | 8-7     | Spagna     |
| 03.09.10 | 11.30 | Montenegro | 22 - 2  | Turchia    |
| 03.09.10 | 18.00 | Italia     | 10 - 7  | Romania    |
| 03.09.10 | 20.40 | Spagna     | 6-8     | Croazia    |
| 05.09.10 | 13.00 | Turchia    | 6-12    | Spagna     |
| 05.09.10 | 18.00 | Romania    | 9-9     | Montenegro |
| 05.09.10 | 20.40 | Italia     | 5-8     | Croazia    |

### Girone B
| Squadra   | PTS | G | V | N | P | GF | GS | DR  |
| --------- | --- | - | - | - | - | -- | -- | --- |
| Ungheria  | 13  | 5 | 4 | 1 | 0 | 46 | 34 | +12 |
| Serbia    | 12  | 5 | 4 | 0 | 1 | 71 | 36 | +35 |
| Germania  | 9   | 5 | 3 | 0 | 2 | 32 | 45 | -13 |
| Grecia    | 4   | 5 | 1 | 1 | 3 | 32 | 37 | -5  |
| Macedonia | 3   | 5 | 1 | 0 | 4 | 35 | 53 | -18 |
| Russia    | 3   | 5 | 1 | 0 | 4 | 42 | 53 | -11 |

- Risultati

| Data     | Ora   | Partita   | Partita | Partita   |
| -------- | ----- | --------- | ------- | --------- |
| 29.08.10 | 11.30 | Russia    | 9 - 10  | Macedonia |
| 29.08.10 | 13.00 | Ungheria  | 10 - 8  | Germania  |
| 29.08.10 | 16.30 | Serbia    | 13 - 5  | Grecia    |
| 30.08.10 | 10.00 | Germania  | 7 - 6   | Russia    |
| 30.08.10 | 16.30 | Serbia    | 6 - 9   | Ungheria  |
| 30.08.10 | 18.00 | Grecia    | 10 - 5  | Macedonia |
| 01.09.10 | 10.00 | Russia    | 10 - 16 | Serbia    |
| 01.09.10 | 13.00 | Macedonia | 7 - 8   | Germania  |
| 01.09.10 | 16.30 | Ungheria  | 6 - 6   | Grecia    |
| 03.09.10 | 10.00 | Serbia    | 19 - 9  | Macedonia |
| 03.09.10 | 13.00 | Ungheria  | 14 - 10 | Russia    |
| 03.09.10 | 16.30 | Grecia    | 5 - 6   | Germania  |
| 05.09.10 | 10.00 | Serbia    | 17 - 3  | Germania  |
| 05.09.10 | 11.30 | Russia    | 7 - 6   | Grecia    |
| 05.09.10 | 16.30 | Ungheria  | 7 - 4   | Macedonia |

## Fase finale

### Partite di classificazione 7º-12º posto

#### Quarti di finale
| Data     | Ora   | Partita | Partita | Partita   |
| -------- | ----- | ------- | ------- | --------- |
| 07.09.10 | 13.00 | Spagna  | 9 - 6   | Russia    |
| 07.09.10 | 15.00 | Turchia | 9 - 6   | Macedonia |

#### Finale 11º/12º posto
| Data     | Ora   | Partita | Partita | Partita   |
| -------- | ----- | ------- | ------- | --------- |
| 09.09.10 | 10.00 | Russia  | 5 - 4   | Macedonia |

#### Semifinali 7º/10º posto
| Data     | Ora   | Partita | Partita | Partita |
| -------- | ----- | ------- | ------- | ------- |
| 09.09.10 | 12.00 | Spagna  | 12 - 11 | Grecia  |
| 09.09.10 | 14.00 | Turchia | 8 - 15  | Romania |

#### Finale 9º/10º posto
| Data     | Ora   | Partita | Partita | Partita |
| -------- | ----- | ------- | ------- | ------- |
| 10.09.10 | 10.00 | Grecia  | 10 - 7  | Turchia |

#### Finale 7º/8º posto
| Data     | Ora   | Partita | Partita | Partita |
| -------- | ----- | ------- | ------- | ------- |
| 10.09.10 | 12.00 | Spagna  | 7 - 8   | Romania |

### Partite di classificazione 1º-6º posto

#### Quarti di finale
| Data     | Ora   | Partita    | Partita | Partita  |
| -------- | ----- | ---------- | ------- | -------- |
| 07.09.10 | 17.45 | Italia     | 6 - 2   | Germania |
| 07.09.10 | 20.40 | Montenegro | 5 - 6   | Serbia   |

#### Semifinali 1º/4º posto
| Data     | Ora   | Partita | Partita | Partita  |
| -------- | ----- | ------- | ------- | -------- |
| 09.09.10 | 17.45 | Serbia  | 9 - 10  | Croazia  |
| 09.09.10 | 20.40 | Italia  | 10 - 8  | Ungheria |

#### Finale 5º/6º posto
| Data     | Ora   | Partita  | Partita | Partita    |
| -------- | ----- | -------- | ------- | ---------- |
| 10.09.10 | 14.00 | Germania | 6 - 14  | Montenegro |

#### Finale 3º/4º posto
| Data     | Ora   | Partita | Partita | Partita  |
| -------- | ----- | ------- | ------- | -------- |
| 11.09.10 | 17.45 | Serbia  | 10 - 8  | Ungheria |

#### Finale 1º/2º posto
| Data     | Ora   | Partita | Partita | Partita |
| -------- | ----- | ------- | ------- | ------- |
| 11.09.10 | 20.40 | Italia  | 3 - 7   | Croazia |

## Classifica finale
| Pos. | Squadra    |
| ---- | ---------- |
|      | Croazia    |
|      | Italia     |
|      | Serbia     |
| 4    | Ungheria   |
| 5    | Montenegro |
| 6    | Germania   |
| 7    | Romania    |
| 8    | Spagna     |
| 9    | Grecia     |
| 10   | Turchia    |
| 11   | Russia     |
| 12   | Macedonia  |

## Classifica marcatori
|  | Gol | Marcatore          | Squadra    |
|  | --- | ------------------ | ---------- |
|  | 21  | Vanja Udovičić     | Serbia     |
|  | 17  | Cosmin Radu        | Romania    |
|  | 16  | Guillermo Molina   | Spagna     |
|  | 13  | Filip Filipović    | Serbia     |
|  |     | Xavier García      | Spagna     |
|  |     | Mlađan Janović     | Montenegro |
|  |     | Andrija Prlainović | Serbia     |
|  |     | Boris Zloković     | Serbia     |
|  | 12  | Miho Bošković      | Croazia    |
|  |     | Pietro Figlioli    | Italia     |
|  |     | Nikola Janović     | Montenegro |

## Fonti
- (EN) Omegatiming.com. URL consultato il 29 gennaio 2011 (archiviato dall'url originale il 3 marzo 2011).